# ウィニペグ湖
ウィニペグ湖（ウィニペグこ、英語:Lake Winnipeg）はカナダのマニトバ州にある湖。マニトバ州の州都ウィニペグの北約55kmに位置する。面積は24,387km2で、カナダで6番目、世界で12番目に大きな淡水湖であり、南北の長さ416 km。比較的浅く、最大深度は36mである。湖岸沿いにはファースト・ネーションやメティを含む約23,000人が居住している。名前の由来はクリー語で"muddy waters"を意味する単語である。
この湖の流域面積はおよそ984,200km²で、アルバータ州、サスカチュワン州、マニトバ州の大部分、オンタリオ州、ミネソタ州、ノースダコタ州の北西部を含む。
流入する川には
- サスカチュワン川（途中にシーダー湖）
- レッド川
- ウィニペグ川（上流にウッズ湖）
- ドーファン川（英語版）（上流にマニトバ湖、ウィニペゴシス湖）

等があり、特に上3つの川はウィニペグ湖への流入の60%以上を占めている。
流出する川はウィニペグ湖から北東へ流れ出し、ハドソン湾へ注ぐネルソン川のみである。。
巨大な氷河湖アガシー湖の名残である。

## 水質
ここ数十年でウィニペグ湖の富栄養化は進行している。南部は北部よりも窒素やリンの濃度が高く、特にレッド川はウィニペグ湖への総流入量の17%を占めるに過ぎないにもかかわらず、リンの70%、窒素の34%の流入元となっている。
2006年9月には、カナダ4州、アメリカ4州から排水が流入しているために湖面のほぼすべてがアオコに覆われた。また、2010年にも富栄養化による藻類の大発生が起き、カナダ政府とマニトバ州政府はウィニペグ湖の浄化協力覚書を締結した。2016年の調査でもレッド川の流入地付近点で高いレベルのリンと窒素が検出されている。
カナダの環境・気候変動省は2017年の淡水保護に割り当てられた予算7050万ドルのうち、ウィニペグ湖の淡水資源回復・改良のため、2570万ドルを割り当てている。